# Joseph von Hommer

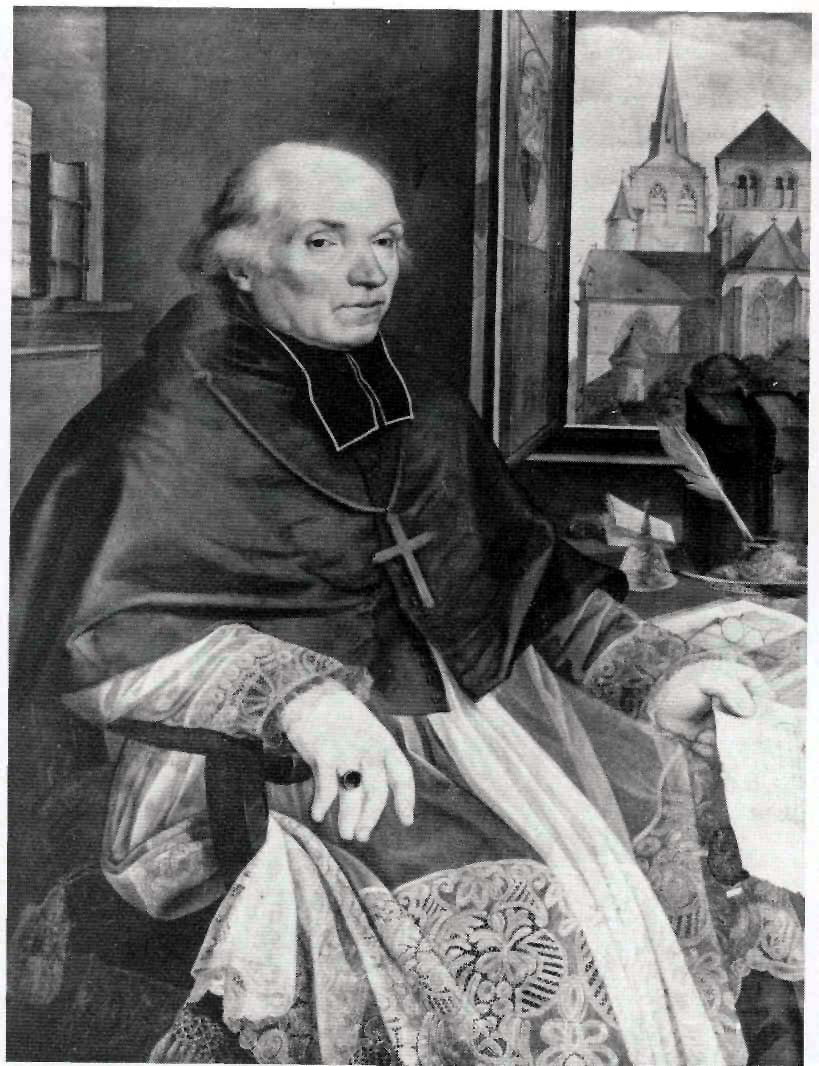
Bischof Joseph von Hommer, vor dem Trierer Dom

Joseph Ludwig Aloys von Hommer, auch Josef Ludwig Alois von Hommer, (* 4. April 1760 in Koblenz; † 11. November 1836 in Trier) war von 1824 bis 1836 Bischof von Trier.

## Leben
Joseph von Hommer entstammte einer Koblenzer Familie, sein Vater war der kurtrierische Geheimrat und Archiv- und Kanzleidirektor Johann Friedrich von Hommer (1703–1773). Seine Mutter Ursula (1724–1782) war eine Tochter des kurkölnischen Reichskammergerichts-Assessors Johann Melchior Cramer von Clausbruch (1680–1740) und der Anna Maria Seraphina Edle von Solemacher aus dem Hause Namedy (1695–1734), sowie Schwester des kurkölnischen Reichskammergerichts-Assessors Arnold Heinrich Cramer von Clausbruch (1720–1792).
Sein Bruder Peter Melchior von Hommer (1743–1809) war von 1796 bis 1806 kurtrierischer Reichskammergerichts-Assessor, Schwiegervater des Verwaltungsjuristen Franz Joseph von Stein und Großvater von Karl von Mulzer (1805–1875).
Joseph von Hommer erhielt seine Ausbildung als Kleriker im Jesuitenkolleg, später im Diözesanseminar in Trier (1778). Danach folgten juristische Studien in Heidelberg, seit 1780 arbeitete er als praktischer Jurist in Wetzlar und Koblenz. Im Jahre 1783 empfing er die Priesterweihe in Trier. Er übernahm im selben Jahr die Pfarrei Wellersheim bei Trier. Es folgten aufsteigende Tätigkeiten im erzbischöflichen Dienst (Vikariat und Offizialat) bis zum „Geheimen Rat“ (1786).
1794 floh er als Vertrauter des Kurfürsten und Erzbischofs Clemens Wenzeslaus von Sachsen vor den einrückenden Franzosen über den Rhein und wirkte als Pfarrer in Schönberg/Westerwald. 1802 wurde er vom Erzbischof als Seelsorger nach Ehrenbreitstein berufen, ab 1816 war er Generalvikar des Domkapitels für die rechtsrheinischen Pfarreien des Bistums Trier.
Als 1821 das Bistum nach Übernahme durch Preußen neu formiert wurde, wurde Hommer 1824 zum Bischof von Trier ernannt – auf Vorschlag König Friedrich Wilhelms III. von Preußen – durch Papst Pius VII. Die Bischofsweihe am 24. August 1824 spendete ihm Kaspar Max Freiherr Droste zu Vischering, Bischof von Münster. Die feierliche Einsetzung (Inthronisation) fand nach achtjähriger Sedisvakanz am 12. September 1824 statt.

## Wirken
Sein Hauptanliegen war neben der Arbeit am Archivwesen im Bistum die Anhebung der geistlichen Ausbildung und die Förderung der Fortbildung der Geistlichen im Geiste der Aufklärung. Bischof von Hommer war ein Mann profunder Gelehrsamkeit und ein beim Volke sehr beliebter Hirte, der für seine Ziele selbst Mittel aus eigener Tasche einbrachte. Er unternahm zahlreiche Visitationen in seinem Bistum und gab den Pfarrern jeweils genaue Anweisungen und Ratschläge zur Verbesserung der Verhältnisse in ihrer Pfarrei, dabei war er um Ausgleich bemüht, konnte aber auch streng durchgreifen wenn es erforderlich war. Besonderes Anliegen war ihm auch die Ausstattung der Kirchen und ihre bauliche Instandhaltung.
Hommer förderte die „Hermesianische Theologie“ (nach Georg Hermes; 1835 durch Papst Gregor XVI. verboten) in Trier, was starken Widerspruch der konservativen Kräfte hervorrief, der sich noch steigerte, als er sich für die interkonfessionelle Ehe einsetzte und der geheim gehaltenen „Berliner Konvention“ von 1834 zur „Mischehenfrage“ („Jede Trauung ist liturgisch möglich.“) beitrat; weitere Mitglieder waren: der Erzbischof von Köln, Graf Ferdinand August von Spiegel zum Desenberg und Canstein, und der preußische Gesandte in Rom, Christian Karl Josias Freiherr von Bunsen. Unmittelbar vor seinem Tode bereute er diesen Schritt und widerrief. Gregor XVI. wurde durch den Widerruf früh über die Konvention in Kenntnis gesetzt und kündigte sie am 10. Dezember 1837.
Ein bemerkenswertes Selbstzeugnis und eine wichtige Quelle für die Geschichte seiner Zeit sind die von Hommer verfassten „Meditationes in vitam meam peractam“, eine Mischung aus religiöser Betrachtung, Tagebuch und Autobiografie.